# Výzkumný ústav veterinárního lékařství
Výzkumný ústav veterinárního lékařství, v. v. i. (VÚVeL) je česká veřejná výzkumná instituce se sídlem v Medlánkách v Brně. Ústav se věnuje veterinárnímu výzkumu, jako je kontrola zoonóz a dalších onemocnění hospodářských zvířat, prosazování principů produkční a preventivní medicíny, vypracování metodiky sběru, zpracování a využití dat o výskytu chorob, antimikrobiální rezistence, garance bezpečnosti potravin, vývoj vakcín a další. Od roku 2007 má ústav formu veřejné výzkumné instituce a jeho zřizovatelem je Ministerstvo zemědělství České republiky.
Ústav byl zřízen v roce 1955 rozhodnutím československého ministra zemědělství, od roku 1958 probíhala výstavba jeho nového areálu v brněnské čtvrti Medlánky. Komplex o rozloze 12 hektarů vznikl podle architekta Vladimíra Beneše z brněnského Agroprojektu a obsahuje správní budovu, tři laboratorní pavilony, pokusné stáje, bytové domy pro pracovníky a další menší stavby. Hlavní třípodlažní administrativní budova byla podle projektu architekta Ivo Krčála postavena v letech 1958–1961, kolmo na ni jsou umístěny pětipodlažní laboratorní pavilony.
V prostorách Výzkumného ústavu veterinárního lékařství vznikla v roce 1971 zásluhou Jiřího Hynka Kocmana a Jiřího Valocha umělecká minigalerie, která byla v té době jedním z mála prostor v Brně, které umožňovaly menší výstavy.